# Шушњари (Брестовац)
Шушњари (Шушњари Каменски) су насељено место у општини Брестовац, у западној Славонији, Република Хрватска.

## Историја
До нове територијалне организације налазило се у саставу бивше велике општине Славонска Пожега.

## Становништво
На попису становништва 2011. године, насеље није имало становника.
| Националност       | 1991. | 1981. | 1971. | 1961. |
| Срби               |       | 3     | 8     | 26    |
| остали и непознато |       | 1     |       | 1     |
| Укупно             | 0     | 4     | 8     | 27    |

| Демографија | Демографија | Демографија |
| Година      | Становника  | Становника  |
| ----------- | ----------- | ----------- |
| 1961.       | 27          |             |
| 1971.       | 8           |             |
| 1981.       | 4           |             |
| 1991.       | 0           |             |
| 2001.       | 0           |             |
| 2011.       |             | 0           |